# Fluorid kademnatý
Fluorid kademnatý je anorganická sloučenina s chemickým vzorcem CdF2. Je to ve vodě špatně rozpustný zdroj kadmia využívaný při vyšší citlivosti na přítomnost kyslíku, například při výrobě kovových slitin. V extrémně nízkých koncentracích (ppm) se používá fluorid kademnatý v lékařství. Fluoridy jsou také významně využívány v syntetické organické chemii. Bylo zjištěno, že standardní slučovací entalpie fluoridu kademnatého je −167,39 kcal.mol−1 a Gibbsova volná energie je −155,4 kcal.mol−1 a skupenské teplo sublimace bylo stanoveno na 76 kcal.mol−1.

## Příprava
Fluorid kademnatý se připravuje reakcí plynného fluoru nebo fluorovodíku s kovovým kadmiem nebo jeho solemi, jako třeba chlorid, oxid nebo síran.
Lze jej také získat rozpuštěním uhličitanu kademnatého ve 40% roztoku kyseliny fluorovodíkové, odpařením roztoku a sušením ve vakuu při 150 °C.
Jiným způsobem přípravy je smíchání roztoků chloridu kademnatého a fluoridu amonného s následnou krystalizací. Nerozpustný fluorid kademnatý se následně z roztoku odfiltruje.
Fluorid kademnatý byl také připraven reakcí fluoru se sulfidem kademnatým. Tato reakce probíhá velmi rychle a vzniká při ní téměř čistý fluorid kademnatý při mnohem nižších teplotách než při jiných používaných reakcích.

## Využití
Fluorid kademnatý se může stát elektrickým vodičem za přítomnosti kovů vzácných zemin nebo yttria, ošetřen parami kadmia za vysokých teplot. Takto vznikají modré krystaly s různými absorpčními koeficienty v závislosti na použitém prvku.

## Bezpečnost
Fluorid kademnatý je jako všechny sloučeniny kadmia toxický. Fluorid kademnatý může způsobit podráždění kůže a očí. Za kyselých podmínek, ve vysokých teplotách a ve vlhkém prostředí se mohou uvolňovat kadmiové páry a fluorovodík. Vdechování může způsobit podráždění dýchacího systému, fluorózu, ucpaný nos a v extrémních případech i plicní edém.